# Callicebus barbarabrownae
Callicebus barbarabrownae är en däggdjursart som beskrevs av Hershkovitz 1990. Callicebus barbarabrownae ingår i släktet springapor och familjen Pitheciidae. Inga underarter finns listade.

## Utseende
Denna springapa har nästan samma utseende som arten Callicebus personatus. Den har likaså svart ansikte samt svarta händer och fötter. Däremot är övriga pälsen tydlig ljusare (blond) med undantag av den orange svansen. Storleken borde vara likadan som hos Callicebus personatus. Några exemplar hade en kroppslängd (huvud och bål) av 33 till 36 cm och en svanslängd av 39,5 till 43 cm.

## Utbredning och habitat
Arten förekommer i östra Brasilien i delstaterna Bahia och Sergipe i landskapet Caatinga. Den vistas där mellan 240 och 900 meter över havet. Landskapet kännetecknas av många buskar och flera mer eller mindre glest fördelade träd.

## Ekologi
Artens beteende är otillräcklig utforskat. Callicebus barbarabrownae är främst aktiv vid gryningen och vid skymningen. Den vistas troligen främst på träd och kommer sällan ner till marken. Födan utgörs av frukter, blad och andra växtdelar samt av insekter. Individerna bildar mindre flockar som består av ett monogamt föräldrapar och deras ungar. För kommunikationen har de olika läten och den vuxna hannen är ofta högljudd. På natten vilar gruppen skyddad i trädens övre delar.
Dräktigheten varar ungefär sex månader och sedan föder honan under regntiden ett ungdjur. Ungen är redan en månad efter födelsen lika stor som föräldrarna.

## Hot och status
Det största hotet utgörs av habitatförändringar när landskapet omvandlas till betesmark för boskapsdjur eller till bostäder. Ibland fångas ungdjur för att hålla de som sällskapsdjur och mycket sällan dödas individer för köttets skull. Antalet vuxna individer antas vara mindre än 250. IUCN kategoriserar arten därför globalt som akut hotad.